# لاري إرفينغ
لاري إرفينغ (بالإنجليزية: Larry Irving)‏ هو شخصية أعمال أمريكي، ولد في 7 يوليو 1955.